# Nq (digramme)
Cette page contient des caractères spéciaux ou non latins. S’ils s’affichent mal (▯, ?, etc.), consultez la page d’aide Unicode.
Pour les articles homonymes, voir NQ.
Nq (minuscule nq) est un digramme de l'alphabet latin composé d'un N et d'un Q.

## Linguistique
- En a hmao, le digramme « nq » sert à représenter le son [ȵtɕʰ]

## Représentation informatique
Comme la majorité des digrammes, il n'existe aucun encodage de Nq sous un seul signe, il est toujours réalisé en accolant un N et un Q.